# Liga de fútbol del Valle del Cauca
La Liga Vallecaucana de fútbol es la entidad encargada de promover los torneos aficionados en el departamento del Valle del Cauca tanto de fútbol como Futsal FIFA además de algunos torneo intermunicipales entre las escuelas de fútbol y clubes profesionales y amateur. Está afiliada a la División Aficionada del Fútbol Colombiano.

## Historia
En los años 30 el Fútbol del Valle del Cauca comenzó un desarrollo muy importante, varias personas sintieron la necesidad de organizar el deporte en el departamento; la noche de 17 de marzo de 1931, se reunieron por primera vez para instalar la directiva de la Liga de Fútbol del Valle, la reunión se efectuó en las oficinas de la Fábrica de Don ULPIANO LLOREDA a las 8.00 p. m. se hicieron presentes los Señores PABLO MANRIQUE, JESUS FLORES, JULIO ROJAS, OSCAR MALLARINO, GUILLERMO SARDI ZAMORANO, BENJAMIN CAICEDO, LUIS CARLOS CARDENAS y ANTONIO JOSE LOZANO, tomo la palabra el señor Pablo Manrique explicó a los asistentes los principales motivos para fundar con los clubes organizados que existían en el departamento del Valle del Cauca, la que hoy es la Liga Vallecaucana de fútbol.
El 20 de marzo de ese mismo año se efectuó la reunión de los señores Delegados que representaban los diferentes clubes o equipos del Valle del Cauca para nombrar la primera junta directiva que estaría a cargo de la Liga Vallecaucana de Fútbol, reunión la cual se efectuó en el Café Paris de la capital del Valle, lugar que estaba situado en esa época en la esquina de la Carrera 4ª con Calle 13 , bajos del Hotel Paris , siendo las 8.00 de la noche se dio inicio a la reunión, luego de varias deliberaciones se Eligio y nombró como Presidente al Señor OSCAR MALLARINO, como Secretario y Tesorero al señor PABLO MANRIQUE M. Ya posesionados los señores Mallarino y Manrique, se comprometieron a traer equipos de otros departamentos para levantar los ánimos en el Fútbol del Valle del Cauca, todos los asistentes presentaron sus agradecimientos al Señor PABLO EMILIO MANRIQUE MUÑOZ, una de las personas más interesadas en crear y fundar la Liga Vallecaucana de Fútbol, con su empuje y liderazgo, se acompañó de varios dolientes del Fútbol Vallecaucano y le dio vida jurídica y legal, a la que hoy en día es la Liga Deportiva del País con más Títulos, Campeonatos y galardones obtenidos tanto de nivel Nacional como Internacional.

## Competiciones organizadas
- Liga Vallecaucana De Fútbol
- Copa Telepacífico
- Copa Carlos Sarmiento Lora
- Campeonatos de Departamentles Juveniles e Infantiles
- Campeonatos de Municipales Juveniles e Infantiles

Co-organizador de:
- Copa Claro (Masculina y Femenina)
- Torneo Internacional de Las Americas Sub 17

## Comité ejecutivo
- OWEIMAR GIRALDO BEDOYA (Presidente)
- RAUL ANTONIO CAPERA (Vicepresidente)
- JOSE LUIS TRUJILLO LOPEZ (Secretario)
- RAFAEL RODRÍGUEZ (Tesorero)
- CARLOS ANTONIO ACOSTA DUQUE (Vocal)

## Selección Valle del Cauca
La Selección de fútbol del Valle del Cauca es el equipo formado por jugadores Vallecaucanos que representa a la Liga Vallecaucana de fútbol. el equipo es uno de los más fuertes y ganadores en la historia del fútbol aficionado en Colombia; a tal punto que incluso representó al país en los Juegos Bolivarianos de 1951 donde obtuvo el segundo título internacional para el fútbol colombiano.